# Volkspartij voor Vrijheid en Democratie
Volkspartij voor Vrijheid en Democratie (dansk: Folkepartiet for frihed og demokrati), bedst kendt ved forkortelsen VVD, er et hollandsk konservativ-liberalt politisk parti, som ledes af Mark Rutte, der også er Hollands nuværende statsminister. Partiet blev etableret i 1948.